# Against
Against – siódmy studyjny album długogrający brazylijskiej grupy metalowej Sepultura, wydany przez Roadrunner Records w październiku 1998, pierwszy z wokalistą Derrickiem Greenem, przyjętym do zespołu po odejściu Maxa Cavalery. 
Materiał zawarty na płycie odbiega od dotychczasowych dokonań zespołu z racji mniejszej ilości elementów thrashmetalowych, a także silnych nawiązań do nurtu hardcore. Against, promowany przez single "Choke", "Against" i "Tribus". Album dotarł do 82. miejsca listy Billboard 200 w Stanach Zjednoczonych sprzedając się w nakładzie 18 tys. egzemplarzy w przeciągu tygodnia od dnia premiery. Płyta trafiła ponadto na listy przebojów w Niemczech, Austrii, Holandii, Australii, Wielkiej Brytanii oraz Francji.
Według danych z kwietnia 2002 album sprzedał się w nakładzie 127,547 egzemplarzy na terenie Stanów Zjednoczonych.

## Lista utworów
Opracowano na podstawie materiału źródłowego.
| Nr  | Tytuł utworu                              | Autorzy                                                                | Długość |
| --- | ----------------------------------------- | ---------------------------------------------------------------------- | ------- |
| 1.  | „Against”                                 | Andreas Kisser, Igor Cavalera                                          | 1:54    |
| 2.  | „Choke”                                   | Andreas Kisser, Igor Cavalera                                          | 3:36    |
| 3.  | „Rumors”                                  | Andreas Kisser, Igor Cavalera                                          | 3:04    |
| 4.  | „Old Earth”                               | Derrick Green, Andreas Kisser, Igor Cavalera, Paulo Jr.                | 4:28    |
| 5.  | „Floaters in Mud”                         | Andreas Kisser, Derrick Green, Igor Cavalera                           | 4:58    |
| 6.  | „Boycott”                                 | Andreas Kisser, Igor Cavalera                                          | 3:10    |
| 7.  | „Tribus” (utwór instrumentalny)           | Andreas Kisser, Igor Cavalera                                          | 1:38    |
| 8.  | „Common Bonds”                            | Andreas Kisser, Igor Cavalera, Paulo Jr.                               | 2:58    |
| 9.  | „F.O.E.” (utwór instrumentalny)           | James L. Bowen                                                         | 2:07    |
| 10. | „Reza”                                    | João Gordo, Andreas Kisser, Igor Cavalera                              | 2:16    |
| 11. | „Unconscious”                             | Andreas Kisser, Igor Cavalera                                          | 3:37    |
| 12. | „Kamaitachi” (utwór instrumentalny)       | Andreas Kisser, Igor Cavalera                                          | 3:03    |
| 13. | „Drowned Out”                             | Derrick Green, Andreas Kisser, Igor Cavalera                           | 1:28    |
| 14. | „Hatred Aside”                            | Derrick Green, Andreas Kisser, Igor Cavalera, Jason Newsted, Paulo Jr. | 5:13    |
| 15. | „T3rcermillennium” (utwór instrumentalny) | Andreas Kisser, Igor Cavalera, Paulo Jr.                               | 3:55    |
|     |                                           |                                                                        | 47:25   |

## Twórcy
Opracowano na podstawie materiału źródłowego.
Zespół Sepultura w składzie
- Derrick Green - wokal prowadzący, wokal wspierający, instrumenty perkusyjne
- Andreas Kisser - gitara elektryczna, gitara akustyczna, mandolina, sitar, instrumenty perkusyjne, wokal wspierający
- Paulo Jr. - gitara basowa, berimbau, wokal wspierający
- Igor Cavalera - perkusja, instrumenty perkusyjne, wokal wspierający, koncepcja oprawy graficznej

Dodatkowi muzycy
- Silvio Gomes, Judd Kallish - instrumenty perkusyjne (5)
- João Gordo - wokal prowadzący (10)
- KODO (Eiichi Saito, Hideyuki Saito, Motofumi Yamaguchi, Takahito Nishino, Takeshi Arai, Tetsuro Naito, Tomohiro Mitome) - instrumenty perkusyjne (12)
- Jason Newsted - instrumenty perkusyjne, gitara barytonowa, theremin, wokal wspierający (14)
- Miles Tackett - wiolonczela (15)

Inni
- Howard Benson - produkcja, miksowanie, edycja cyfrowa
- Carlo Bartolini - inżynieria dźwięku, realizacja nagrań, edycja cyfrowa
- Tim Palmer, Bobbie Brooks - miksowanie
- Dave Collins - mastering
- Stefan Schipper, Masayuki Noda, Kevin Estrada - zdjęcia
- Mike Curry, Akiko Naomura - oprawa graficzna
- James Saez, Mark Moncrief, David Bryant, Daniel Mantovani, Tosh Kasai, James Bennett - asystent inżyniera dźwięku

## Notowania
| Lista                | Kraj              | Pozycja |
| -------------------- | ----------------- | ------- |
| ARIA Charts          | Australia         | 25      |
| Ö3 Austria Top 40    | Austria           | 23      |
| SNEP                 | Francja           | 33      |
| MegaCharts           | Holandia          | 76      |
| Media Control Charts | Niemcy            | 23      |
| Billboard 200        | Stany Zjednoczone | 82      |
| UK Albums Chart      | Wielka Brytania   | 40      |